# Petrolacosaurus

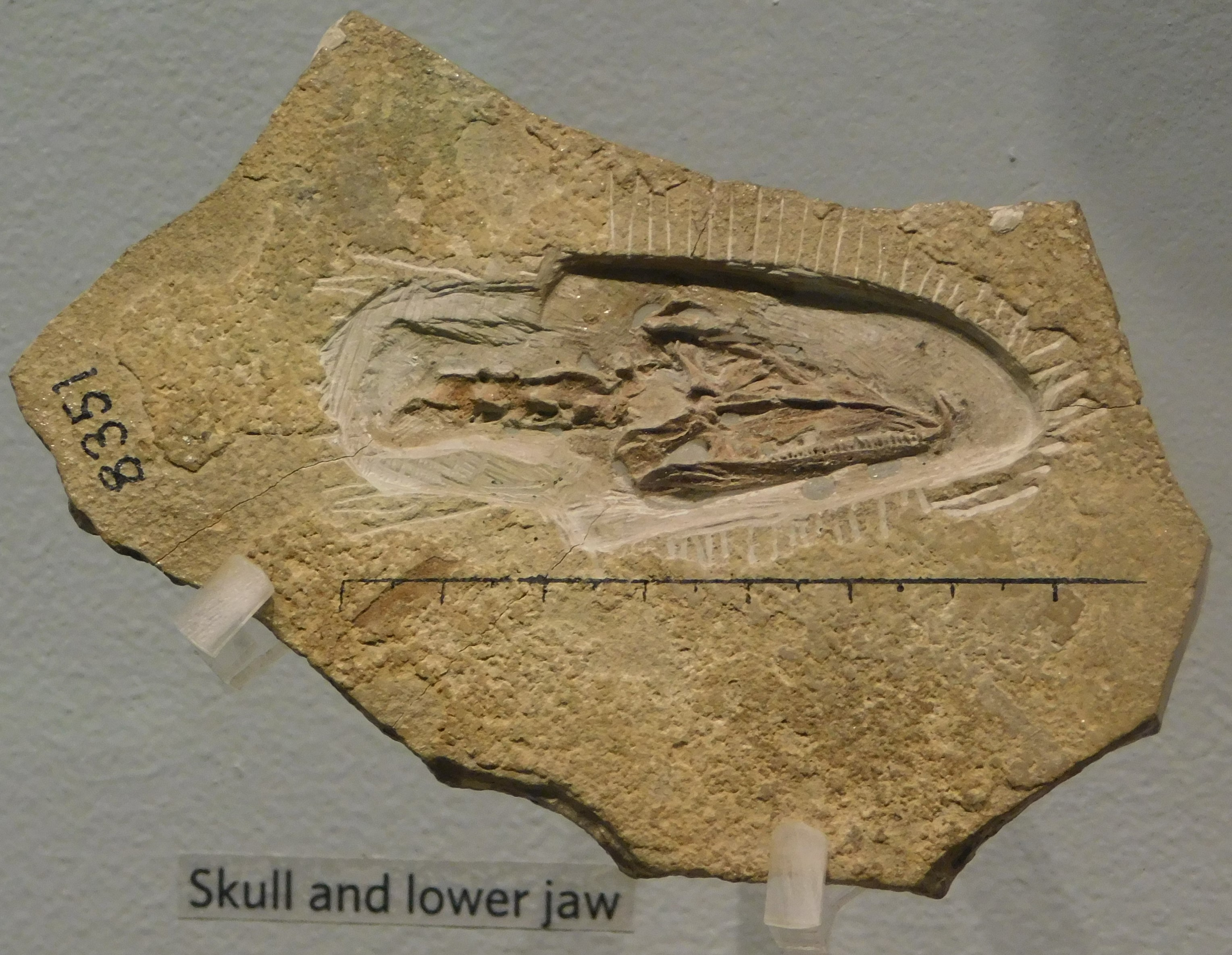
Crânio de um Petrolacosaurus.

Petrolacosaurus kansensis é um réptil primitivo diápsido, de 40 centímetros de comprimento e delgado, era provavelmente um caçador rápido.
Alimentava-se de insectos. Viveu no Período Carbonífero, há 300 milhões de anos. Os fósseis foram descobertos em Kansas, América do Norte.